# Tymczasowy Rząd Obwodu Północnego
Tymczasowy Rząd Obwodu Północnego (ros. Временное правительство Северной области) – organ wykonawczy Białych w północnej Rosji w latach 1918–1920
2 sierpnia 1918 r. Archangielsk został zajęty przez desant oddziału brytyjsko-francuskiego. Po ucieczce bolszewików władzę w mieście i okolicach przejęła na krótko organizacja wojskowa pod przewodnictwem rtm. Andrieja A. Bersa. Wkrótce przekazała ona swoje kompetencje Rządowi Najwyższemu Obwodu Północnego na czele z reprezentantem Partii Socjalistów-Rewolucjonistów (tzw. eserowcy) Nikołajem W. Czajkowskim. W jego skład weszli eserowcy (m.in. Aleksandr I. Gukowski) i działacze Partii Konstytucyjno-Demokratycznej (tzw. kadeci). Prawie wszyscy byli przed wybuchem rewolucji członkami Dumy. Przy rządzie byli ustanowieni reprezentanci Ententy: Wielkiej Brytanii gen. Frederick C. Poole i płk Cudbert Thornhill, Francji książę Jean de Lubersac, USA D. Francis, Włoch książę Borghese, Belgii Mikkes, Holandii Smit i Serbii Spolajković.
Rząd przedstawił swój program, w którym ogłosił m.in. powołanie reprezentacji społecznej w Obwodzie Północnej, odzyskanie przez ludność praw demokratycznych zdelegalizowanych przez bolszewików, odbudowanie systemu samorządowych organów ustawodawczych, zlikwidowanie głodu. Zaczęto wprowadzać reformy rolne, głoszone wcześniej przez eserowców i kadetów. W ich wyniku zamierzano stworzyć na wsi samodzielną warstwę chłopów posiadających na własność nadziały ziemi, których uprawa zapewniłaby im i ich rodzinom utrzymanie. Jednocześnie aresztowano i uwięziono działaczy bolszewickich i ich sympatyków.
W dniach 5–6 września 1918 r. doszło w Archangielsku do wojskowego zamachu stanu ze strony grupy monarchistycznych oficerów i działaczy kadeckich pod wodzą kpt. 2 rangi Georgija J. Czaplina i Nikołaja A. Starcewa. Prawie wszyscy ministrowie zostali aresztowani i uwięzieni w Monastyrze Sołowieckim. Jednakże alianci wsparli obalone władze cywilne, w związku z czym puczyści byli zmuszeni oddać władzę.
7 października powstał Tymczasowy Rząd Obwodu Północnego. Funkcję premiera ponownie objął N.W. Czajkowski. Ponadto w jego skład weszli m.in. Piotr J. Zubow i Nikołaj W. Miedofijew, przedstawiciele partii kadetów, gen. Władimir W. Maruszewski, Siergiej N. Gorodecki, monarchista, książę Iwan A. Kurakin. Czynności rządu skupiły się głównie na formowaniu sił zbrojnych Obwodu Północnego, które nazwano Armią Północną. Z powodu niskiej liczebności próbowano uzupełnić ją oddziałami złożonymi z b. jeńców bolszewickich, zgrupowanych w tzw. Legionie Słowiańsko-Brytyjskim.
30 kwietnia 1919 r. rząd uznał zwierzchność władzy adm. Aleksandra W. Kołczaka, który wyznaczył gen. Jewgienija K. Millera zarządcą Obwodu Północnego z dyktatorskimi uprawnieniami. W czerwcu tego roku przedstawiciel rządu gen. W.W. Maruszewski odbył rozmowy z gen. Nikołajem N. Judeniczem, dowódcą Armii Północno-Zachodniej i Carlem Gustafem Mannerheimem, przywódcą Białych Finów w celu podjęcia wspólnej ofensywy na Piotrogród. Zakończyły się one niepowodzeniem. W tym czasie Armia Północna przeprowadziła w rejonie Kotłas-Wiatka nieudaną próbę połączenia się z wojskami Białych na Syberii.
Po szeregu buntów probolszewickich w szeregach Armii Północnej władze Wielkiej Brytanii wycofały swoje poparcie dla Tymczasowego Rządu Obwodu Północnego. Rezultatem była ewakuacja wojsk alianckich do końca 1919 r. 19 lutego 1920 r. członkowie rządu, wyżsi urzędnicy i wojskowi wraz z rodzinami opuścili Archangielsk, udając się na emigrację. 21 lutego tego roku do miasta wkroczyły wojska bolszewickie.